# فیلدز لندینگ (کالیفرنیا)
فیلدز لندینگ (به انگلیسی: Fields Landing) یک منطقهٔ مسکونی در ایالات متحده آمریکا است که در شهرستان هامبولت، کالیفرنیا واقع شده‌است. فیلدز لندینگ ۰٫۷۲۵ کیلومتر مربع مساحت و ۲۷۶ نفر جمعیت دارد و ۴ متر بالاتر از سطح دریا واقع شده‌است.